# Bodhićitta
Bodhićitta (sanskryt बोधिचित्त, bodhicitta; chiń. putixin, 菩提心; kor. porisim; jap. bodaishin; wiet. Bồ-đê-tâm; tyb. byang chub kyi sems, བྱང་ཆུབ་ཀྱི་སེམས་, dosł. umysł oświecenia, przebudzone serce-umysł lub serce przebudzonego umysłu) – aspiracja osiągnięcia oświecenia dla dobra wszystkich czujących istot (pragnienie uwolnienia wszystkich istot od cierpienia).
Bodhićitta ma fundamentalne znaczenie dla skuteczności buddyjskich praktyk, ponieważ łączy nastawienie i pogląd ukierunkowane na zaufanie do wrodzonej wszystkim czującym istotom zdolności do tego, by rozpoznała się w nich pierwotna natura Umysłu. Bodhićitta jest często porównywana do zarodka, swoistej "iskry oświecenia", w której swój początek ma proces dążenia do wyzwolenia i osiągnięcia stanu Buddy. Podstawami bodhićitty są miłująca dobroć i współczucie.

## Aspekty bodhićitty
Bodhićitta relatywna
Altruistyczna postawa umysłu opierająca się na współczuciu i miłości do wszystkich istot czujących oraz na chęci wyzwolenia ich z cierpienia samsary i doprowadzenia do stanu buddy.
Bodhićitta relatywna dzieli się na dwa rodzaje:
- Bodhićitta aspiracji, chęć urzeczywistnienia Doskonałego Oświecenia w celu najefektywniejszej pomocy wszystkim czującym istotom
- Bodhićitta zaangażowania, w praktykę Sześciu Transcendentalnych Cnót (Sześć Wyzwalających Działań)

Bodhićitta absolutna
Bezpojęciowy stan umysłu wykraczający poza dualizm przedmiotu i podmiotu; postrzeganie wszystkich istot i całej zjawiskowej egzystencji jako manifestacji pierwotnego umysłu; naturalny stan (patrz Siunjata).

## Źródła rozwoju bodhićitty
Pięć czynów, które powodują powstanie umysłu aspiracji do oświecenia:
1. Przebywanie w pobliżu zbawiennych przyjaciół
2. Wykorzenianie nienawistnych myśli
3. Podążanie za instrukcjami nauczyciela
4. Przywoływanie współczujących myśli
5. Żarliwe i energiczne praktykowanie

Kolejnych pięć czynów:
1. Niekoncentrowanie się na błędach innych
2. Pomimo dostrzegania błędów innych, niezniechęcanie się
3. Niestawanie się aroganckim po zrobieniu czegoś dobrego
4. Niebycie zazdrosnym o dobre działania innych
5. Postrzeganie wszystkich istot jako własne dzieci

## Cztery niezmierzone cechy bodhićitty (dla niezmierzonej liczby czujących istot)
- miłująca dobroć (aby wszystkie czujące istoty posiadły szczęście i przyczynę szczęścia)
- współodczuwanie (aby wszystkie czujące istoty wyzwoliły się od cierpień i przyczyn cierpień)
- współradość (aby wszystkie czujące istoty ciągle przebywały w szczęściu przekraczającym cierpienia)
- bezstronność (aby wszystkie czujące istoty przebywały w bezinteresownej wzajemnej miłującej dobroci wolnej od uprzedzeń w stosunku do przyjaciół i wrogów)